# Apsaphida eremna
Apsaphida eremna là một loài bướm đêm trong họ Noctuidae.